# Lijst van voetbalinterlands Maleisië - Thailand
Deze lijst van voetbalinterlands is een overzicht van alle officiële voetbalwedstrijden tussen de nationale teams van Maleisië en Thailand. De buurlanden hebben tot op heden 102 keer tegen elkaar gespeeld. De eerste ontmoeting, een vriendschappelijke wedstrijd, werd gespeeld in Bangkok op 14 december 1959. Het laatste duel, een groepswedstrijd tijdens de Zuidoost-Azië Cup 2024, vond plaats op 14 december 2024 in de Thaise hoofdstad.

## Wedstrijden
| №   | Plaats       | Datum             | Competitie                      | Wedstrijd           | Uitslag |
| --- | ------------ | ----------------- | ------------------------------- | ------------------- | ------- |
| 1   | Bangkok      | 14 december 1959  | Vriendschappelijk               | Thailand − Malakka  | 3 − 1   |
| 2   | Kuala Lumpur | 7 augustus 1960   | Vriendschappelijk               | Malakka − Thailand  | 8 − 2   |
| 3   | Rangoon      | 14 december 1961  | Vriendschappelijk               | Malakka − Thailand  | 2 − 2   |
| 4   | Kuala Lumpur | 14 augustus 1963  | Vriendschappelijk               | Malakka − Thailand  | 2 − 2   |
| 5   | Saigon       | 11 december 1963  | Azië Cup 1964 kwalificatie      | Maleisië − Thailand | 3 − 1   |
| 6   | Kuala Lumpur | 22 augustus 1964  | Vriendschappelijk               | Maleisië − Thailand | 3 − 0   |
| 7   | Kuala Lumpur | 6 september 1964  | Vriendschappelijk               | Maleisië − Thailand | 1 − 0   |
| 8   | Saigon       | 13 november 1965  | Vriendschappelijk               | Maleisië − Thailand | 2 − 1   |
| 9   | Kuala Lumpur | 19 augustus 1966  | Vriendschappelijk               | Maleisië − Thailand | 0 − 0   |
| 10  | Saigon       | 3 november 1966   | Vriendschappelijk               | Thailand − Maleisië | 1 − 1   |
| 11  | Hongkong     | 31 maart 1967     | Azië Cup 1968 kwalificatie      | Thailand − Maleisië | 1 − 0   |
| 12  | Kuala Lumpur | 20 augustus 1967  | Vriendschappelijk               | Maleisië − Thailand | 1 − 0   |
| 13  | Saigon       | 4 november 1967   | Vriendschappelijk               | Maleisië − Thailand | 3 − 2   |
| 14  | Bangkok      | 10 december 1967  | Vriendschappelijk               | Thailand − Maleisië | 4 − 0   |
| 15  | Kuala Lumpur | 17 augustus 1968  | Vriendschappelijk               | Maleisië − Thailand | 4 − 1   |
| 16  | Bangkok      | 26 november 1968  | Vriendschappelijk               | Thailand − Maleisië | 3 − 0   |
| 17  | Bangkok      | 1 december 1968   | Vriendschappelijk               | Thailand − Maleisië | 6 − 0   |
| 18  | Kuala Lumpur | 30 oktober 1969   | Vriendschappelijk               | Maleisië − Thailand | 1 − 0   |
| 19  | Bangkok      | 19 november 1969  | Vriendschappelijk               | Thailand − Maleisië | 2 − 2   |
| 20  | Rangoon      | 10 december 1969  | Vriendschappelijk               | Thailand − Maleisië | 3 − 0   |
| 21  | Saigon       | 31 oktober 1970   | Vriendschappelijk               | Maleisië − Thailand | 1 − 4   |
| 22  | Seoel        | 8 mei 1971        | Vriendschappelijk               | Maleisië − Thailand | 4 − 1   |
| 23  | Bangkok      | 30 mei 1971       | Azië Cup 1972 kwalificatie      | Thailand − Maleisië | 1 − 0   |
| 24  | Kuala Lumpur | 14 augustus 1971  | Vriendschappelijk               | Maleisië − Thailand | 0 − 2   |
| 25  | Shah Alam    | 14 december 1971  | Vriendschappelijk               | Maleisië − Thailand | 4 − 2   |
| 26  | Seoel        | 22 september 1972 | Vriendschappelijk               | Maleisië − Thailand | 1 − 1   |
| 27  | Seoel        | 23 mei 1973       | WK 1974 kwalificatie            | Thailand − Maleisië | 0 − 2   |
| 28  | Kuala Lumpur | 2 augustus 1973   | Vriendschappelijk               | Maleisië − Thailand | 2 − 2   |
| 29  | Singapore    | 2 september 1973  | Vriendschappelijk               | Maleisië − Thailand | 1 − 1   |
| 30  | Seoel        | 24 september 1973 | Vriendschappelijk               | Maleisië − Thailand | 5 − 1   |
| 31  | Bangkok      | 23 december 1973  | Vriendschappelijk               | Thailand − Maleisië | 0 − 1   |
| 32  | Kuala Lumpur | 1 augustus 1974   | Vriendschappelijk               | Maleisië − Thailand | 3 − 2   |
| 33  | Bangkok      | 10 december 1974  | Vriendschappelijk               | Thailand − Maleisië | 0 − 2   |
| 34  | Bangkok      | 16 december 1974  | Vriendschappelijk               | Thailand − Maleisië | 4 − 1   |
| 35  | Bangkok      | 18 maart 1975     | Azië Cup 1976 kwalificatie      | Thailand − Maleisië | 0 − 1   |
| 36  | Seoel        | 10 mei 1975       | Vriendschappelijk               | Thailand − Maleisië | 3 − 3   |
| 37  | Jakarta      | 13 juni 1975      | Vriendschappelijk               | Maleisië − Thailand | 1 − 0   |
| 38  | Kuala Lumpur | 10 augustus 1975  | Vriendschappelijk               | Maleisië − Thailand | 1 − 0   |
| 39  | Bangkok      | 9 december 1975   | Vriendschappelijk               | Thailand − Maleisië | 1 − 1   |
| 40  | Bangkok      | 16 december 1975  | Vriendschappelijk               | Thailand − Maleisië | 2 − 1   |
| 41  | Bangkok      | 29 december 1975  | Vriendschappelijk               | Thailand − Maleisië | 1 − 0   |
| 42  | Kuala Lumpur | 15 augustus 1976  | Vriendschappelijk               | Maleisië − Thailand | 0 − 0   |
| 43  | Bangkok      | 16 december 1976  | Vriendschappelijk               | Thailand − Maleisië | 0 − 1   |
| 44  | Bangkok      | 25 december 1976  | Vriendschappelijk               | Thailand − Maleisië | 1 − 1   |
| 45  | Singapore    | 1 maart 1977      | WK 1978 kwalificatie            | Maleisië − Thailand | 6 − 4   |
| 46  | Kuala Lumpur | 27 juli 1977      | Vriendschappelijk               | Maleisië − Thailand | 3 − 0   |
| 47  | Seoel        | 15 september 1977 | Vriendschappelijk               | Maleisië − Thailand | 1 − 1   |
| 48  | Bangkok      | 6 november 1977   | Vriendschappelijk               | Thailand − Maleisië | 1 − 2   |
| 49  | Shah Alam    | 26 november 1977  | Zuidoost-Aziatische Spelen 1977 | Maleisië − Thailand | 2 − 0   |
| 50  | Bangkok      | 30 april 1978     | Vriendschappelijk               | Thailand − Maleisië | 1 − 2   |
| 51  | Jakarta      | 21 juni 1978      | Vriendschappelijk               | Thailand − Maleisië | 1 − 1   |
| 52  | Jakarta      | 23 juni 1978      | Vriendschappelijk               | Thailand − Maleisië | 3 − 3   |
| 53  | Kuala Lumpur | 19 juli 1978      | Vriendschappelijk               | Maleisië − Thailand | 2 − 0   |
| 54  | Bangkok      | 16 december 1978  | Aziatische Spelen 1978          | Thailand − Maleisië | 2 − 1   |
| 55  | Kuala Lumpur | 10 juli 1979      | Vriendschappelijk               | Maleisië − Thailand | 4 − 2   |
| 56  | Seoel        | 11 september 1979 | Vriendschappelijk               | Thailand − Maleisië | 1 − 1   |
| 57  | Jakarta      | 28 september 1979 | Zuidoost-Aziatische Spelen 1979 | Maleisië − Thailand | 1 − 0   |
| 58  | Bangkok      | 23 november 1979  | Vriendschappelijk               | Thailand − Maleisië | 1 − 0   |
| 59  | Seoel        | 29 augustus 1980  | Vriendschappelijk               | Thailand − Maleisië | 4 − 1   |
| 60  | Kuala Lumpur | 20 oktober 1980   | Vriendschappelijk               | Maleisië − Thailand | 2 − 2   |
| 61  | Bangkok      | 17 november 1980  | Vriendschappelijk               | Thailand − Maleisië | 1 − 0   |
| 62  | Koeweit      | 27 april 1981     | WK 1982 kwalificatie            | Maleisië − Thailand | 2 − 2   |
| 63  | Bangkok      | 15 november 1981  | Vriendschappelijk               | Thailand − Maleisië | 2 − 0   |
| 64  | Manilla      | 8 december 1981   | Zuidoost-Aziatische Spelen 1981 | Maleisië − Thailand | 2 − 2   |
| 65  | Manilla      | 15 december 1981  | Zuidoost-Aziatische Spelen 1981 | Thailand − Maleisië | 2 − 1   |
| 66  | Bangkok      | 8 mei 1982        | Vriendschappelijk               | Thailand − Maleisië | 3 − 0   |
| 67  | Seoel        | 10 juni 1982      | Vriendschappelijk               | Thailand − Maleisië | 1 − 1   |
| 68  | Singapore    | 4 juni 1983       | Zuidoost-Aziatische Spelen 1983 | Thailand − Maleisië | 1 − 1   |
| 69  | Kuala Lumpur | 24 augustus 1984  | Vriendschappelijk               | Maleisië − Thailand | 1 − 0   |
| 70  | Bangkok      | 8 december 1985   | Zuidoost-Aziatische Spelen 1985 | Maleisië − Thailand | 1 − 1   |
| 71  | Jakarta      | 19 september 1987 | Zuidoost-Aziatische Spelen 1987 | Thailand − Maleisië | 0 − 2   |
| 72  | Shah Alam    | 10 december 1988  | Vriendschappelijk               | Maleisië − Thailand | 0 − 0   |
| 73  | Kuala Lumpur | 28 augustus 1989  | Zuidoost-Aziatische Spelen 1989 | Maleisië − Thailand | 1 − 0   |
| 74  | Kuala Lumpur | 7 februari 1993   | Vriendschappelijk               | Maleisië − Thailand | 1 − 1   |
| 75  | Singapore    | 15 juni 1993      | Zuidoost-Aziatische Spelen 1993 | Thailand − Maleisië | 2 − 0   |
| 76  | Hiroshima    | 9 oktober 1994    | Aziatische Spelen 1994          | Thailand − Maleisië | 1 − 1   |
| 77  | Chiang Mai   | 6 december 1995   | Zuidoost-Aziatische Spelen 1995 | Thailand − Maleisië | 0 − 0   |
| 78  | Singapore    | 8 september 1996  | Zuidoost-Azië Cup 1996          | Thailand − Maleisië | 1 − 1   |
| 79  | Singapore    | 15 september 1996 | Zuidoost-Azië Cup 1996          | Thailand − Maleisië | 1 − 0   |
| 80  | Kuala Lumpur | 29 maart 2000     | Azië Cup 2000 kwalificatie      | Maleisië − Thailand | 3 − 2   |
| 81  | Bangkok      | 8 april 2000      | Azië Cup 2000 kwalificatie      | Thailand − Maleisië | 3 − 2   |
| 82  | Bangkok      | 16 november 2000  | Zuidoost-Azië Cup 2000          | Thailand − Maleisië | 2 − 0   |
| 83  | Singapore    | 20 december 2002  | Zuidoost-Azië Cup 2002          | Thailand − Maleisië | 1 − 3   |
| 84  | Bangkok      | 19 augustus 2004  | Vriendschappelijk               | Thailand − Maleisië | 1 − 2   |
| 85  | Shah Alam    | 14 december 2004  | Zuidoost-Azië Cup 2004          | Maleisië − Thailand | 2 − 1   |
| 86  | Bangkok      | 16 januari 2007   | Zuidoost-Azië Cup 2007          | Thailand − Maleisië | 1 − 0   |
| 87  | Phuket       | 10 december 2008  | Zuidoost-Azië Cup 2008          | Thailand − Maleisië | 3 − 0   |
| 88  | Jakarta      | 4 december 2010   | Zuidoost-Azië Cup 2010          | Thailand − Maleisië | 0 − 0   |
| 89  | Bangkok      | 7 november 2012   | Vriendschappelijk               | Thailand − Maleisië | 2 − 0   |
| 90  | Kuala Lumpur | 9 december 2012   | Zuidoost-Azië Cup 2012          | Maleisië − Thailand | 1 − 1   |
| 91  | Bangkok      | 13 december 2012  | Zuidoost-Azië Cup 2012          | Thailand − Maleisië | 2 − 0   |
| 92  | Singapore    | 26 november 2014  | Zuidoost-Azië Cup 2014          | Maleisië − Thailand | 2 − 3   |
| 93  | Bangkok      | 17 december 2014  | Zuidoost-Azië Cup 2014          | Thailand − Maleisië | 2 − 0   |
| 94  | Kuala Lumpur | 20 december 2014  | Zuidoost-Azië Cup 2014          | Maleisië − Thailand | 3 − 2   |
| 95  | Kuala Lumpur | 1 december 2018   | Zuidoost-Azië Cup 2018          | Maleisië − Thailand | 0 − 0   |
| 96  | Bangkok      | 5 december 2018   | Zuidoost-Azië Cup 2018          | Thailand − Maleisië | 2 − 2   |
| 97  | Kuala Lumpur | 14 november 2019  | WK 2022 kwalificatie            | Maleisië − Thailand | 2 − 1   |
| 98  | Dubai        | 15 juni 2021      | WK 2022 kwalificatie            | Thailand − Maleisië | 0 − 1   |
| 99  | Chiang Mai   | 22 september 2022 | Vriendschappelijk               | Thailand − Maleisië | 1 − 1   |
| 100 | Kuala Lumpur | 7 januari 2023    | Zuidoost-Azië Cup 2022          | Maleisië − Thailand | 1 − 0   |
| 101 | Bangkok      | 10 januari 2023   | Zuidoost-Azië Cup 2022          | Thailand − Maleisië | 3 − 0   |
| 102 | Bangkok      | 14 december 2024  | Zuidoost-Azië Cup 2024          | Thailand − Maleisië | 1 − 0   |

## Samenvatting
| Competitie                 | Totaal gespeeld | Winst Maleisië | Gelijk | Winst Thailand | Doelsaldo Maleisië – Thailand |
| -------------------------- | --------------- | -------------- | ------ | -------------- | ----------------------------- |
| WK-kwalificatie            | 5               | 4              | 1      | 0              | 13 − 7                        |
| Azië Cup-kwalificatie      | 6               | 3              | 0      | 3              | 9 − 8                         |
| Zuidoost-Azië Cup          | 18              | 4              | 5      | 9              | 15 − 26                       |
| Aziatische Spelen          | 2               | 0              | 1      | 1              | 2 − 3                         |
| Zuidoost-Aziatische Spelen | 10              | 4              | 4      | 2              | 11 − 8                        |
| Vriendschappelijk          | 61              | 24             | 21     | 16             | 93 − 89                       |
| Totaal                     | 102             | 39             | 32     | 31             | 143 − 141                     |

FAM · 
A-internationals · 
Maleisisch vrouwenelftal
Afghanistan ·
Algerije ·
Australië ·
Bahrein ·
Bangladesh ·
Bhutan ·
Bosnië en Herzegovina ·
Brazilië ·
Brunei ·
Cambodja ·
Canada ·
China ·
Engeland ·
Fiji ·
Filipijnen ·
Finland ·
Ghana ·
Hongkong ·
India ·
Indonesië ·
Irak ·
Iran ·
Israël ·
Jamaica ·
Japan ·
Jemen ·
Jordanië ·
Kenia ·
Kirgizië ·
Koeweit ·
Laos ·
Lesotho ·
Libanon ·
Liberia ·
Libië ·
Liechtenstein ·
Macau ·
Malediven ·
Marokko ·
Mongolië ·
Myanmar ·
Nepal ·
Nieuw-Zeeland ·
Noord-Korea ·
Oezbekistan ·
Oman ·
Oost-Timor ·
Pakistan ·
Palestina ·
Papoea-Nieuw-Guinea ·
Qatar ·
Saoedi-Arabië ·
Salomonseilanden ·
Senegal ·
Singapore ·
Sri Lanka ·
Syrië ·
Tadzjikistan ·
Taiwan ·
Thailand ·
Turkije ·
Turkmenistan ·
Uruguay ·
Verenigde Arabische Emiraten ·
Vietnam ·
Zuid-Korea ·
Zuid-Vietnam ·
Zweden
FAT · A-internationals · Bondscoaches · Statistieken · Thais vrouwenelftal · Thailand U21 · Thailand U20 · Thailand U19 · Thailand U18 · Thailand U17
1950 – 1959 · 
1960 – 1969 · 
1970 – 1979 · 
1980 – 1989 · 
1990 – 1999 · 
2000 – 2009 · 
2010 – 2019 ·
2020 − 2029
Asian Cup 1972 ·
Asian Cup 1992 · 
Asian Cup 1996 · 
Asian Cup 2000 · 
Asian Cup 2004 · 
Asian Cup 2007
OS 1956 · 
OS 1968
1956 · 
1957 · 
1958 · 
1959 · 
1960 · 
1961 · 
1962 · 
1963 · 
1964 · 
1965 · 
1966 · 
1967 · 
1968 · 
1969 · 
1970 · 
1971 · 
1972 · 
1973 · 
1974 · 
1975 · 
1976 · 
1977 · 
1978 · 
1979 · 
1980 · 
1981 · 
1982 · 
1983 · 
1984 · 
1985 · 
1986 · 
1987 · 
1988 · 
1989 · 
1990 · 
1991 · 
1992 · 
1993 · 
1994 · 
1995 · 
1996 · 
1997 · 
1998 · 
1999 · 
2000 · 
2001 · 
2002 · 
2003 · 
2004 · 
2005 · 
2006 · 
2007 · 
2008 · 
2009 · 
2010 · 
2011 · 
2012 · 
2013 ·
2014 ·
2015 ·
2016 ·
2017 ·
2018 ·
2019 ·
2020 ·
2021 ·
2022 ·
2023
Afghanistan ·
Australië ·
Bahrein ·
Bangladesh ·
Bhutan ·
Brazilië ·
Brunei ·
Bulgarije ·
Cambodja ·
China ·
Congo-Brazzaville ·
Denemarken ·
Duitsland ·
Egypte ·
Estland ·
Faeröer ·
Filipijnen ·
Finland ·
Gabon ·
Georgië ·
Ghana ·
Hongkong ·
India ·
Indonesië ·
Irak ·
Iran ·
Israël ·
Japan ·
Jemen ·
Jordanië ·
Kameroen · 
Kazachstan ·
Kenia ·
Kirgizië ·
Koeweit ·
Laos ·
Letland ·
Libanon ·
Liberia ·
Libië ·
Liechtenstein ·
Luxemburg ·
Macau ·
Malediven ·
Maleisië ·
Malta ·
Marokko ·
Myanmar ·
Nederland ·
Nepal ·
Nieuw-Zeeland ·
Nigeria ·
Noord-Ierland ·
Noord-Korea ·
Noorwegen ·
Oezbekistan ·
Oman ·
Oost-Timor ·
Pakistan ·
Palestina ·
Papoea-Nieuw-Guinea ·
Polen ·
Qatar ·
Saoedi-Arabië ·
Singapore ·
Slowakije ·
Sri Lanka ·
Suriname ·
Syrië ·
Taiwan ·
Tadzjikistan ·
Trinidad en Tobago ·
Turkmenistan ·
Uruguay ·
Verenigde Arabische Emiraten ·
Verenigde Staten ·
Vietnam ·
Zuid-Afrika ·
Zuid-Korea ·
Zuid-Vietnam ·
Zweden